# Корентен Філа
Корінте́н Філа́ (фр. Corentin Fila; нар. 28 вересня 1988, Париж, Франція) — французький актор.

## Біографія
Корінтен Філа народився 28 вересня 1988 року в Парижі, Франція. Його мати-француженка працює вчителькою в аутичних дітей; батько, з яким він не підтримує зв'язків, — режисер-документаліст Давид-П'єр Філа, уродженець Конго. Корінтен навчався в паризькому ліцеї Монтеня (фр. Lycée Montaigne), потім закінчив Паризький університет Декарта, отримавши ступінь в галузі економіки. Після навчання Філа працював моделлю, в тому числі і для Elite Model Management.
У 23 роки Корінтен Філа був вражений постановкою Пітера Брука «Костюм» за участю південноафриканських акторів. Після цього він вирішив стати актором та поступив у 2012 році на акторські Курси Флоран де навчався до 2014 року.
У кіно Корінтен Філа дебютував у 2016 році роллю Тома́ у стрічці Андре Тешіне «Бути 17-річним» за участю Сандрін Кіберлен та Кейсі Моттета Кляйна. Фільм був вперше показаний в конкурсі 66-го Міжнародного Берлінського кінофестивалю і приніс як Філа, так і його партнеру по знімальному майданчику Кейсі Моттету Кляйну похвальні відгуки від кінокритиків.
У 2017 році за роль у «Бути 17-річним» Філа, разом з Кейсі Моттетом Кляйном, був номінований як найперспективніший молодий актор на здобуття кінопремії «Люм'єр» за 2016 рік.

## Фільмографія (вибіркова)
| Рік  | Українська назва | Оригінальна назва | Роль   |
| ---- | ---------------- | ----------------- | ------ |
| 2016 | Бути 17-річним   | Quand on a 17 ans | Тома   |
| 2016 | Заздрісниця      | Jalouse           | Фелікс |
| 2021 | Фантазії         | Les Fantasmes     |        |

## Визнання
| Нагороди та номінації Корінтена Філа | Нагороди та номінації Корінтена Філа | Нагороди та номінації Корінтена Філа | Нагороди та номінації Корінтена Філа |
| Рік                                  | Категорія                            | Фільм                                | Результат                            |
| ------------------------------------ | ------------------------------------ | ------------------------------------ | ------------------------------------ |
| Премія «Люм'єр»                      |                                      |                                      |                                      |
| 2017                                 | Найкращий молодий актор              | Бути 17-річним                       | Номінація                            |
| Премія «Сезар»                       |                                      |                                      |                                      |
| 2017                                 | Найперспективніший актор             | Бути 17-річним                       | Номінація                            |